# Военен орден
Военният орден или още и Духовно-рицарският орден е военно-монашеска организация на рицари от периода на кръстоносните походи.
Традиционно военните ордени са насочени към отвоюването на Светите земи от мюсюлманите, посредством изтръгването им от ръцете на неверниците, но в течение на времето и развитието на кръстоносното движение, военните ордени си поставят и други различни цели от първоначалната, след призива Deus vult.
Нетипичен военен орден с огромно значение за всеобщата история е Тевтонският орден, на основата на който възниква Прусия.